# Colombier (Haute-Saône)
Colombier is een gemeente in het Franse departement Haute-Saône (regio Bourgogne-Franche-Comté) en telt 433 inwoners (2011). De plaats maakt deel uit van het arrondissement Vesoul.

## Geografie
De oppervlakte van Colombier bedraagt 13,7 km², de bevolkingsdichtheid is 31,6 inwoners per km².
De onderstaande kaart toont de ligging van Colombier (Haute-Saône) met de belangrijkste infrastructuur en aangrenzende gemeenten.

## Demografie
Onderstaande figuur toont het verloop van het inwonertal (bron: INSEE-tellingen).